# Pseudozoysia sessilis
Pseudozoysia sessilis är en gräsart som beskrevs av Emilio Chiovenda. Pseudozoysia sessilis ingår i släktet Pseudozoysia och familjen gräs. Inga underarter finns listade i Catalogue of Life.